# Siegfried zu Eulenburg-Wicken
Pour les articles homonymes, voir Eulenburg.
Botho Karl Siegfried comte zu Eulenburg-Wicken (né le 10 octobre 1870 à Kranen, arrondissement de Schlawe-en-Poméranie (de) et mort le 18 octobre 1961 à Lindau) est un colonel allemand, chef d'un corps franc portant son nom et propriétaire du manoir de Wicken dans l'arrondissement de Bartenstein.

## Biographie

### Origine
Siegfried est le fils aîné du général de cavalerie Karl Botho zu Eulenburg (1843-1919) et de sa première épouse Luise Johanna Valeska, née von Bonin (1845-1871). Il est marié à Jeanne von der Burg (1872-1960), fille du général der Infanterie Ernst von der Burg. Ensemble, ils ont deux enfants : Siegrid zu Eulenburg (1898–1965) et Botho Ernst zu Eulenburg (1903–1944), qui, est marié avec Adelheid baronne von Weizsäcker (1916–2004), fille de l'homme politique et secrétaire d'État au ministère des Affaires étrangères Ernst von Weizsäcker.

### Carrière militaire
Le diplômé du lycée Frédéric-Guillaume de Berlin s'engage le 23 avril 1889 comme avantageur dans le 1er régiment à pied de la Garde de l'armée prussienne à Potsdam. C'est là qu'il devient, le 14 octobre 1890, sous-lieutenant. En tant que tel, Eulenburg est commandé du 1er octobre 1897 à juillet 1900 pour poursuivre sa formation à l'académie de guerre et est entre-temps promu Oberleutnant le 9 février 1899. Après un bref service à la troupe, il est affecté pour deux ans au grand état-major pendant deux ans. Il retourne ensuite dans son régiment principal, est promu capitaine le 6 juin 1905 et nommé chef de la 10e compagnie le 27 septembre 1905. Avec sa promotion au grade de major, Eulenburg rejoint l'état-major du régiment le 1er octobre 1913.

#### Première Guerre mondiale
Lors de la mobilisation de 1914, Eulenburg reçoit le commandement du 1er bataillon. À sa tête, il entre en Belgique neutre en compagnie de la 1re division de la Garde. Lors de la bataille de Namur, Eulenberg est grièvement blessé pour la première fois le 24 août 1914. Ce n'est qu'en mars 1915 qu'il est à nouveau apte à être utilisé au front et retourne à son bataillon. Pendant la bataille d'hiver de Champagne, Eulenberg est de nouveau blessé, mais reste avec son bataillon. En avril 1915, il s'installe sur le front de l'Est, où son unité fait ses preuves lors de l'offensive de Gorlice-Tarnów avant d'être engagée sur le San. Suivent les batailles de Lubaczów et la bataille de Grodek-Lemberg. Le 11 juillet, Eulenberg est grièvement blessé à l'abdomen par un éclat d'obus près de Baciska. Après un séjour à l'hôpital, il nest à nouveau opérationnel qu'en octobre 1915. Il dirige alors son bataillon sur le front occidental dans les tranchées de Roye-Noyon. Sur la Somme, Eulenburg prend brièvement la tête du 3e régiment de grenadiers de la Garde le 30 octobre 1916, en remplacement du commandant malade. Après la mort de l'ancien commandant du régiment, Friedrich von Bismarck, le 6 novembre 1915, Eulenberg prend finalement la succession de son régiment d'origine le même jour. Lors de la bataille de la Somme qui suit, il peut faire ses preuves avec le régiment, reçoit la croix de chevalier de l'ordre de la maison royale de Hohenzollern avec épées et participa ensuite à la retraite vers la position Siegfried. Au début de la bataille de l'Aisne, son régiment est d'abord en réserve d'intervention et n'entre dans les combats qu'après l'attaque des Français au Chemin des Dames. Eulenberg reçoit alors la mission de reconquérir le secteur gauche perdu. Après la reconquête, il est blessé le lendemain par des éclats d'obus, sa quatrième blessure au total dans cette guerre. Il reste cependant avec sa troupe, peut défendre le terrain qui lui a été attribué contre les attaques et est finalement retiré du front fin avril 1917.
Il arrive en Argonne avec son régiment, où il est reste jusqu'au début de juillet 1917, avant d'être embarqué pour l'est et d'être engagé dans le secteur de Zloczow, dans l'est de la Galicie. Au cours de la bataille de percée sur le Sereth à partir du 19 juillet 1917, son régiment a pu faire 650 prisonniers le premier jour et capturer un canon, de deux mitrailleuses et de quatre mortiers. Son commandant de division, Eitel-Frédéric de Prusse, le présente pour ces succès au Pour le Mérite, qu'Eulenburg reçoit par A.K.O. le 27 août 1917. À cette date, le régiment se trouve déjà sur l'aile nord du front de l'Est et participe à la conquête de Riga. Début octobre 1917, Eulenburg retourne avec son régiment sur le front ouest dans la région de Reims, où il reste jusqu'à fin janvier 1918. C'est là qu'il combat du 21 mars au 6 avril 1918 lors de l'offensive du Printemps. Le 31 mars, il réussit à capturer onze officiers ennemis et 220 hommes, ainsi qu'une pièce d'artillerie, trois mitrailleuses lourdes, trois mitrailleuses légères et un réservoir. Pendant les combats, son régiment subit cependant de lourdes pertes. Neuf officiers, 173 sous-officiers et hommes de troupe sont morts, 15 officiers, 779 sous-officiers et hommes de troupe sont blessés et 41 hommes sont portés disparus. Eulenburg lui-même est blessé pour la cinquième fois le 10 avril. Après une période de repos et d'entraînement de plusieurs semaines dans la Somme et en Belgique, le régiment réapprovisionné s'engage fin mai 1918 dans les combats de Soissons et de Reims fin mai 1918. À la mi-juillet, il se dresse sur la Marne, franchit la rivière à Dormans et gagne quelques kilomètres de terrain. En raison de la forte contre-attaque ennemie, le régiment doit cependant être ramené sur la rive nord du fleuve par le commandement suprême de l'armée. Son commandant de brigade, le général de division Rudolf von der Osten, demande alors les feuilles de chêne pour Pour le Mérite pour les réalisations d'Eulenburg. Le 4 septembre 1918, Eulenberg est l'un des six commandants de régiment à être décoré de cette haute distinction.
Après une courte période de repos, son régiment est déployé fin août 1918 dans la bataille défensive entre l'Oise et l'Aisne, où Eulenberg commande également par intérim la 1re brigade d'infanterie de la Garde du 26 au 30 août 1918. Il transfère ensuite le régiment en Argonne où il combat jusqu'à l'Armistice.

#### Chef de corps franc
Après la fin de la guerre, Eulenburg ramène les restes de son régiment à Potsdam dans sa garnison d'origine à partir du 12 novembre 1918, où il arrive le 11 décembre 1918. Eulenberg démissionne cependant de son commandement lorsqu'il doit le partager avec des conseils de soldats de la garnison. Il est alors commandé au ministère de la Guerre et chargé de mettre sur pied un corps franc. En février 1919, il met sur pied le corps franc de 1800 hommes qui porte son nom, et dont certaines parties sont envoyées en Courlande, puis en Haute-Silésie et est finalement déployé à Francfort-sur-l'Oder En juillet 1919, il est transféré à la Reichswehr provisoire sous le nom de 52e régiment d'infanterie de la Reichswehr Eulenburg commande le régiment pendant encore deux mois, puis est mis en congé et quitte le service militaire le 31 mars 1920 avec le caractère de lieutenant-colonel.

### Années d'après-guerre
Eulenburg exploite le domaine familial Wicken. Il participe à la mise en place des gardes-frontières de sa région natale et de 1920 à 1933, il est chef du Stahlhelm de Prusse-Orientale.
Eulenburg se voit attribuer le caractère de colonel le 27 août 1939, le jour de Tannenberg.
Vers la fin de la Seconde Guerre mondiale, il doit fuir son domaine à la mi-janvier 1945 devant l'avancée de l'Armée rouge. La fuite de 2000 kilomètres se termine à Lindau. Il y a vit avec sa femme dans la famille de sa belle-fille Adelheid et de ses parents Ernst et Marianne von Weizsäcker.

### Récompenses et honneurs
- Ordre de l'Aigle rouge de 4e classe avec couronne[4]
- Ordre de la couronne de 4e classe[4]
- Croix d'honneur de 3e classe de l'ordre princier de Hohenzollern avec couronne[4]
- Croix de chevalier de l'Ordre du Griffon avec couronne[4]
- Croix de chevalier de 1re classe de l'ordre de la Maison ernestine de Saxe[4]
- Croix de chevalier de 1re classe de l'ordre de Frédéric[4]
- Croix de chevalier de l'ordre bulgare du Mérite militaire avec couronne[4]
- Croix de fer (1914) de 2e et de 1re classe.
- Insigne des blessés (1918) en or

Eulenburg est également commandeur honoraire de l'ordre de Saint-Jean. Il reçoit ensuite la Grande Croix du Mérite de la République fédérale d'Allemagne et le Bouclier prussien (de) de l'Association patriotique de Prusse-Orientale